# Nansō Satomi hakkenden
Nansō Satomi hakkenden (南総里見八犬伝 表紙集, traduït com "La crònica dels vuit gossos") és una extensa novel·la èpica escrita per Kyokutei Bakin durant el segle xix. Es va publicar per entregues en 106 volums, els finals dels quals l'autor els va haver de dictar després de quedar-se cec. La novel·la es considera un clàssic de la literatura japonesa i ha estat adaptada al manga, al teatre, una sèrie de televisió i altres mitjans. L'edició original circulava profusament il·lustrada, fet que fou una de les claus del seu èxit.
L'autor tardà uns trenta anys aproximadament en acabar d'escriure-la.
El títol fa referència a un gos que és l'ancestre de vuit samurais que viuen nombroses aventures durant el període Sengoku. L'obra barreja els elements històrics amb episodis de guerra i amor i va esdevenir molt popular durant la vida de l'autor. Els protagonistes encarnen els valors del budisme tradicional i la lleialtat nipona, així com les virtuts del bon guerrer. S'inclouen episodis intercalats d'històries conegudes pel públic, com ara contes xinesos, llegendes o referències a altres llibres clàssics, tant de la literatura japonesa com xinesa (destaca en aquest sentit la influència de la novel·la Marge d'Aigua). L'estil de l'obra és elegant i retòric malgrat estigui dirigit a un públic ampli.
La història marc narra com un guerrer va prometre que qui derrotés l'enemic del seu clan podria casar-se amb la seva filla. El gos de la llar és qui mata l'adversari i reclama la mà de la noia, amb qui fuig al bosc. Junts tenen vuit fills però la dona se suïcida per la vergonya de la unió desigual. A la seva mort, un collaret de perles que portava es trenca i cada perla va a parar a un racó del país. Cadascun dels seus fills promet recuperar la perla per reconstruir el collaret en memòria de sa mare. Les aventures que viuen en la seva cerca són el fil conductor de la novel·la. Les perles del collar tenen inscrit el nom d'algun principi que ha de guiar la vida dels samurais i que atorga poders màgics als germans: benevolència, deure, cortesia, saviesa, lleialtat, fe, pietat filial i fraternitat (anàlegs als principis del confucianisme). Quan els germans aconsegueixen trobar-se i reconstrueixen el collaret, té lloc una darrera batalla contra els hereus de l'enemic del clan, al qual vencen.
Els guerrers mentre duen a terme la seva tasca expandeixen el domini del seu clan, en una espècie d'utopia política. Per això la novel·la ha estat llegida també com una crítica social al funcionament coetani de l'autor, camuflada pel fet d'emprar la ficció i d'ambientar la història segles abans del govern sota el qual vivia.
Una curiositat és que a Bola de Drac, les boles són set per no igualar les vuit perles del collar d'aquesta història.
És conserva la primera edició impresa a la Biblioteca Nacional de la Dieta del Japó, la qual la tenia el mateix autor i es caracteritza per tindre correccions manuscrites fetes per ell.